# Iperemia
Iperemia è un termine usato in medicina per indicare l'aumento del flusso sanguigno in una determinata parte del corpo.
La dilatazione delle venule, che si accompagna a quella delle arteriole e delle metarteriole, è da ricondurre in parte all'aumento del flusso, in parte all'azione diretta del monossido di azoto (NO) sulle venule muscolari. Ciò può avere implicazioni cliniche, ma può anche essere una risposta normale che favorisce i cambiamenti di afflusso di sangue ai diversi tessuti attraverso la vasodilatazione. Clinicamente, l'iperemia si manifesta come eritema. Quando, ad esempio, la parte del corpo colpito dalla vasodilatazione è la congiuntiva, allora si parla di iperemia congiuntivale, che determina, in chi ne è colpito, il cosiddetto "occhio rosso".
L'iperemia può anche essere dovuta ad un calo della pressione atmosferica al di fuori del corpo. L'iperemia funzionale, l'iperemia metabolica o l'iperemia attiva, è l'aumento del flusso sanguigno che si verifica quando il tessuto è attivo.

## Iperemia e la regolazione del flusso di sangue
Iperemia funzionale è un aumento del flusso sanguigno in un tessuto a causa della presenza di metaboliti e di un cambiamento delle condizioni generali. Quando vi è un aumento dell'attività di un tessuto vi è una conseguente caduta della pressione parziale di ossigeno e del pH, un aumento della pressione parziale dell'anidride carbonica, un aumento di temperatura e della concentrazione di ioni potassio. Il meccanismo che porta alla vasodilatazione non è del tutto chiaro, ma potrebbe avere qualcosa a che fare con l'apertura dello sfintere precapillare.

## Iperemia funzionale
Quando le cellule all'interno del corpo sono attive, esse utilizzano più ossigeno e combustibile, come ad esempio acidi grassi o glucosio. L'aumento dei processi metabolici comporta la sintesi di maggiori rifiuti metabolici. I sottoprodotti del metabolismo sono vasodilatatori (vasodilatatori metaboliti: CO2, H+, K+, lattato, adenosina) le arteriole locali rispondono a questi prodotti dilatandosi, consentendo così a maggior quantitativi di sangue di raggiungere il tessuto.
Viceversa, quando un tessuto è metabolicamente meno attivo, esso produce meno metaboliti che vengono semplicemente trasportati via nel flusso sanguigno.
Alcuni tessuti richiedono ossigeno e combustibile più rapidamente o in quantità maggiori. Esempi di tessuti e organi, che sono noti per avere meccanismi specializzati per l'iperemia funzionale includono:
- Il cervello attraverso la risposta emodinamica neurone-dipendente.
- Il pene per l'erezione grazie al rilascio di ossido nitrico.[3]

## Iperemia reattiva
L'iperemia reattiva è l'aumento transitorio in organo del flusso sanguigno che si verifica a seguito di un breve periodo di ischemia. Infatti, dopo l'evento ischemico vi sarà una carenza di ossigeno e un accumulo di rifiuti metabolici.
Questo è comunemente testato nelle gambe utilizzando il test di Buerger.
L'iperemia reattiva spesso si verifica come conseguenza del fenomeno di Raynaud, dove il vasospasmo della muscolatura dei vasi porta ad ischemia e necrosi del tessuto e quindi un conseguente aumento del flusso sanguigno per rimuovere i prodotti di scarto e i detriti cellulari.